# Eliseu
Eliseu, segons l'Antic Testament, era un profeta successor d'Elies. Actuà des del regnat d'Acab fins al de Joàs, va fer miracles, aconsellà els reis, i va provar de guiar la nació contra els seus enemics, en particular els sirians. A l'Alcorà és esmentat dues vegades amb el nom d'Alisa (o Alyasa) ben Ukhtub (o Yakhtub).

## Hagiografia
El profeta Elies tornava del seu viatge a Damasc quan es va aturar a Abel-Meholà. En aquell poble va trobar-se amb Eliseu, fill de Xafat, que estava llaurant amb els bous. En veure'l, Eliseu va demanar-li que l'esperés i ell el seguiria. Va córrer a casa seva on va acomiadar-se dels seus pares. Va tornar al camp, va degollar un parell de bous, en va coure la carn, va convidar els seus convilatans i després, ell i Elies van abandonar el poble.
Van anar tots dos a predicar a les ciutats de Betel i Jericó per després viatjar fins a la riba del Jordà. Allà, Elies prengué el seu mantell, el va plegar i amb ell va colpejar les aigües, que es van dividir a banda i banda, i tots dos van passar a peu eixut. Seguidament i mentre caminaven, va baixar del cel un carro de foc que es va endur Elies.

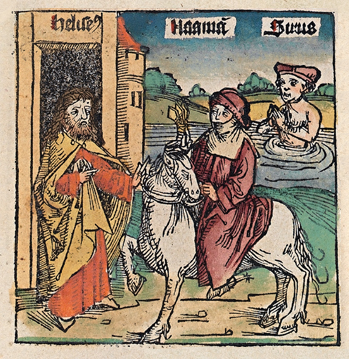
Eliseu a la Crònica de Nuremberg, 1493
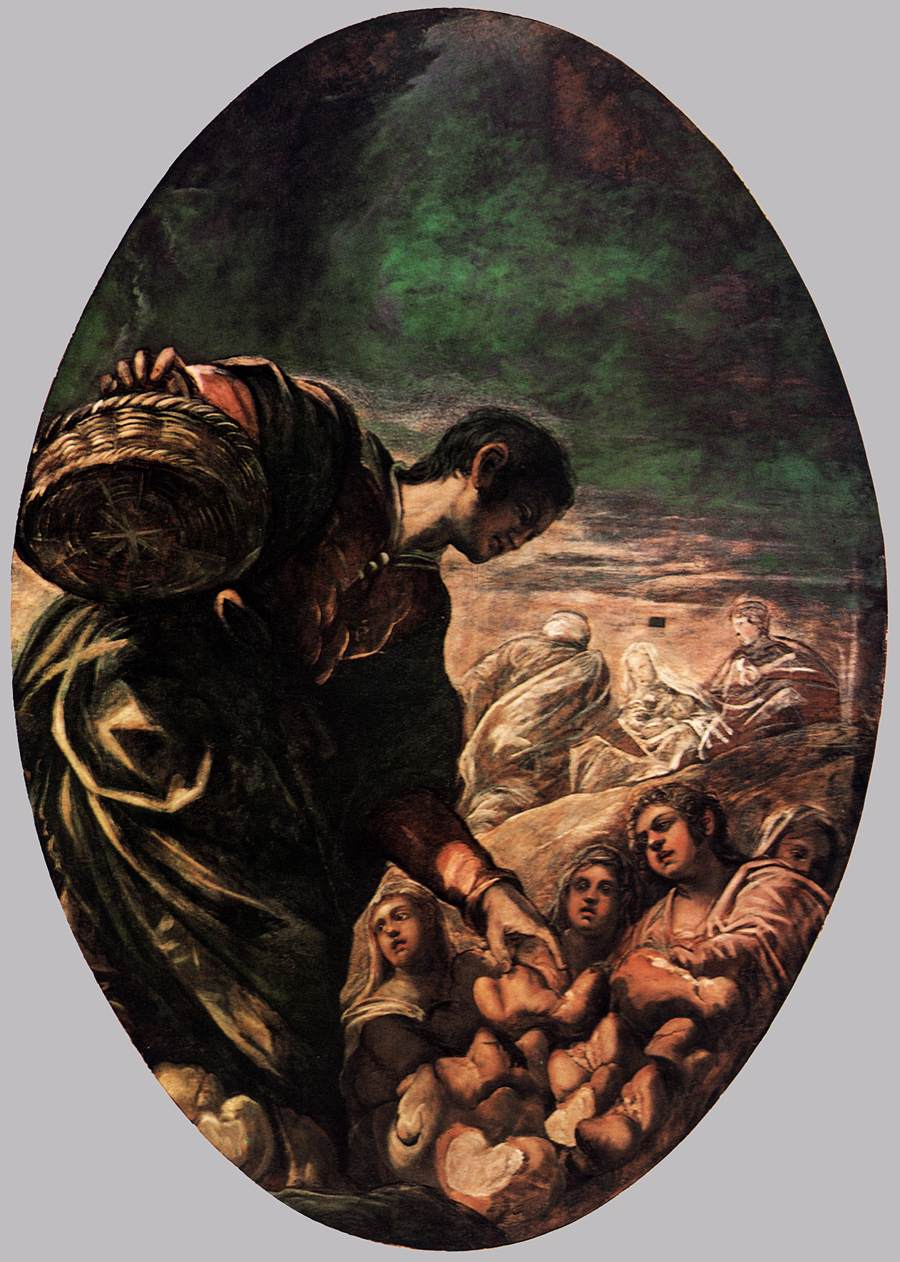
Eliseu multiplicant els pans per Tintoretto, 1577-78 (Venècia, Scuola di San Rocco)
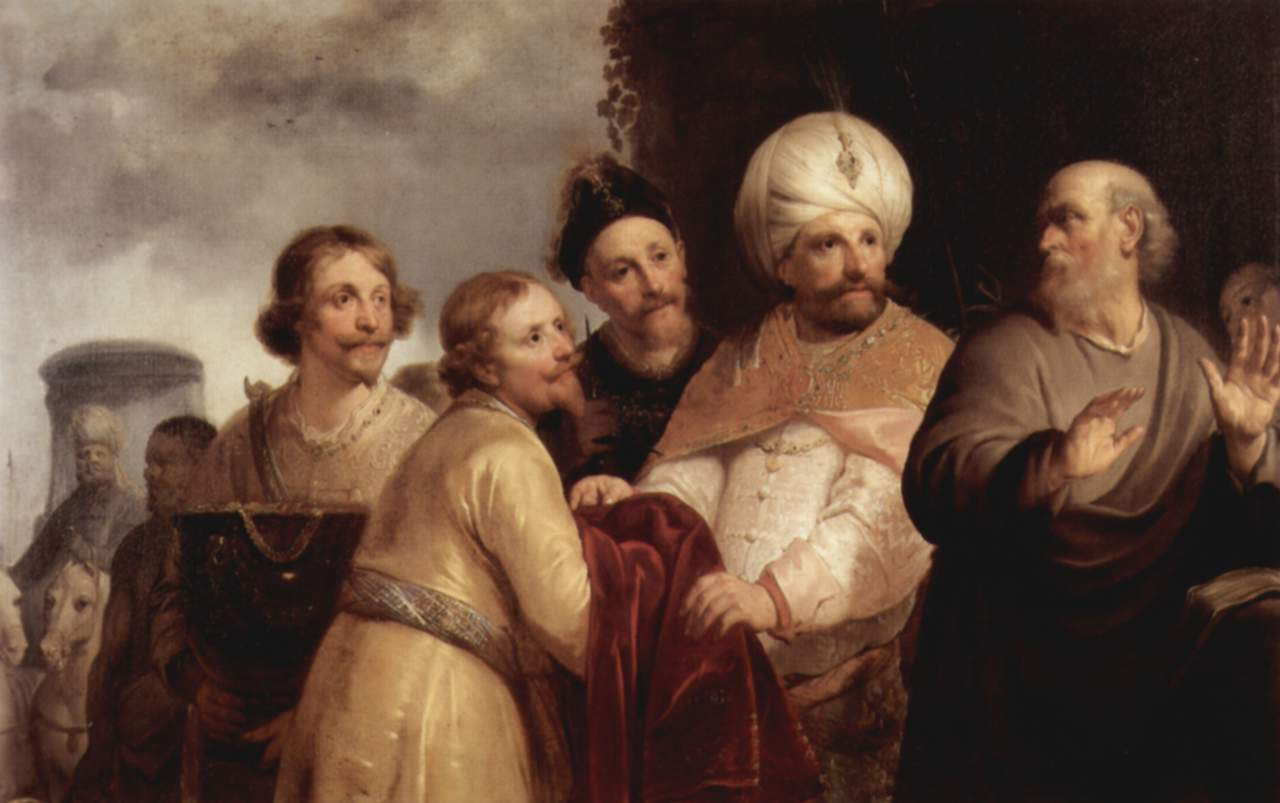
Eliseu refusa els dons de Naaman per Pieter Franszoon Grebber, 1637 (Haarlem, Frans Hals Museum)
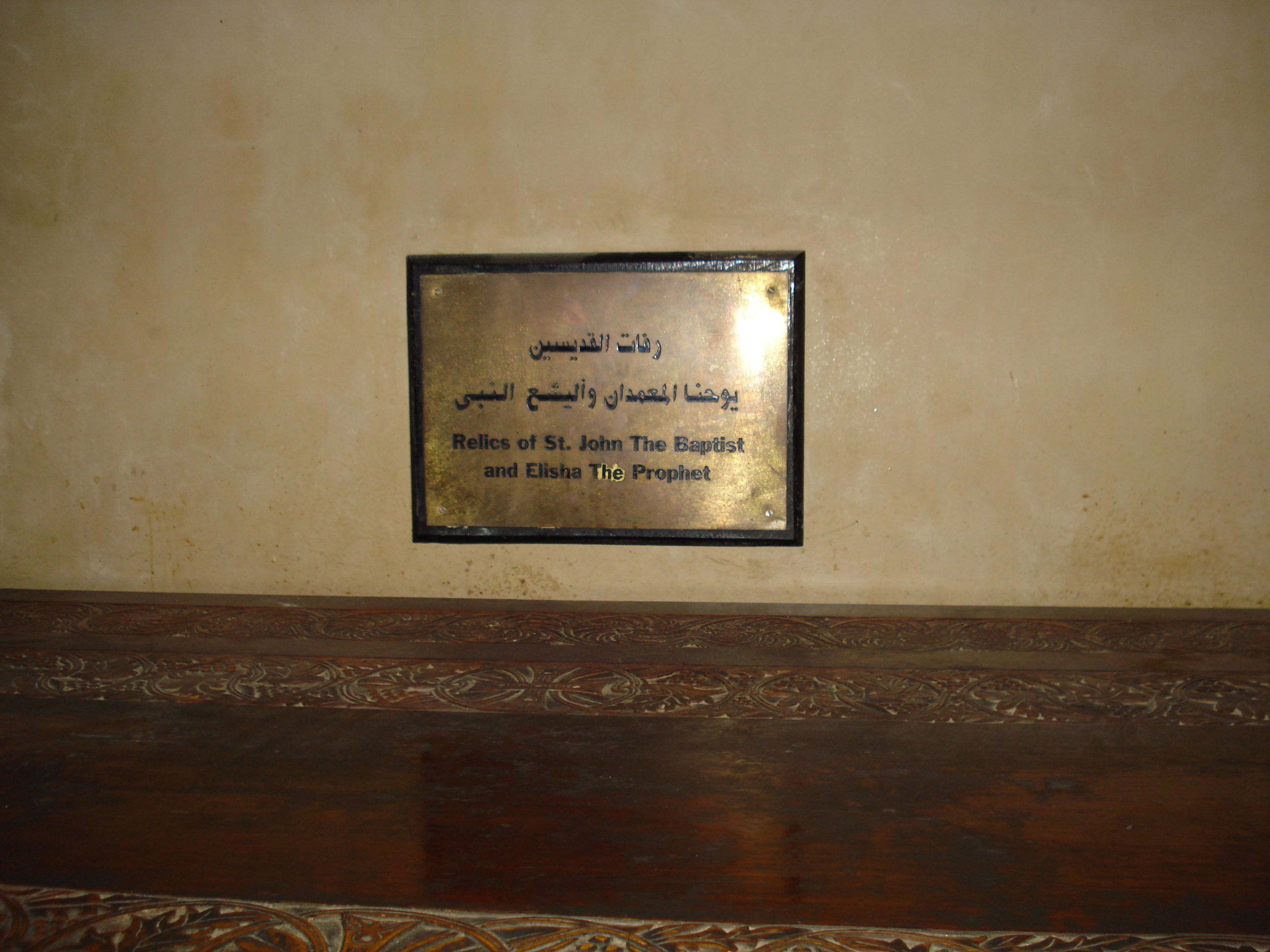
Sepulcre amb les restes d'Eliseu i Sant Joan Baptista (Monestir de Sant Macari, Wadi el Natrun)

Eliseu va recollir el mantell d'Elies, va tornar al Jordà i va traspassar-lo amb les aigües dividides, tal com havia fet Elies. Aleshores, la comunitat de Jericó van presentar-li els seus respectes com a successor d'Elies.
A Jericó va potabilitzar l'aigua del poble miraculosament, llençant-hi sal. Mentre estava de viatge cap a Samaria, dos vailets van burlar-se d'ell i a l'instant van aparèixer dos ossos que els van destrossar. Un dia van presentar-se-li el rei de Judà Josafat, el rei del Regne d'Israel Jehoram i el rei d'Edom que anaven a lluitar contra els moabites i va predir la seva victòria.
Va ajudar una dona vídua a qui un creditor volia emportar-se-li els dos fills com a esclaus pels deutes concebuts. ELiseu va obrar un miracle i va multiplicar l'oli que tenia a casa la dona amb el qual va poder pagar el deute.
Eliseu va acceptar com a criat seu un noi anomenat Guehazí. Junt s'hostatjaven sovint a Xunem, a casa d'una dona de privilegiada posició. Ella no tenia fills i el seu home era ja vell. Aleshores Eliseu va predir-li que tindria un fill al cap d'un any i així ocorregué. Succeí però que al cap de pocs anys el vailet va agafar un mal de cap i morí. La xunemita va marxar corrents a la muntanya del Carmel a buscar Eliseu i se li llençà als peus. Aleshores el profeta va donar-li el seu gaiato i va dir-li que toqués el seu fill mort amb la punta del bastó. La dona va tornar a casa amb el pal i va seguir les ordres d'Eliseu, però el noi no respirà de nou.
Van córrer a cridar Eliseu i aquest va viatjar fins Xunem. Eliseu va estirar-se damunt el noi i, de sobte, el noi va estornudar set vegades i va ressuscitar.
En aquells temps hi havia una sequera terrible que provocà la fam a Israel, Eliseu va viatjar fins al poble de Guilgal. Allà van oferir un àpat a ell i a tot el poble. Resultà que un dels homes havia anat a collir herbes silvestres i n'agafà una que desconeixia. En provar-ho, tot el poble va resultar enverinat però Eliseu els ordenà de tirar farina a l'olla i a l'instant el menjar es recuperà.
Un dia es presentà un home que duia vint pans i blat tendre per oferir-n'hi a Eliseu. Ell li ordenà que en donés a tot el poble però l'home li explicà que no n'hi havia prou per a tothom. Eliseu va obrar un miracle i els pans es van multiplicar i n'hi va haver prou per a tothom i en va sobrar encara!
La fama i reputació d'Eliseu va anar creixent per tot Israel i l'estranger. Un dia va presentar-se a Eliseu el general de l'exèrcit sirià, Naaman, qui havia agafat la lepra. Ell li ordenà banyar-se set vegades al Jordà però el militar li respongué que el riu d'Israel no era pas millor que els de Damasc i se n'anà enfurismat. Els seus servents van convèncer-lo d'obeir al profeta, aleshores el militar va baixar fins al Jordà i quedà sanat.
Naaman era molt ric i va oferir una recompensa a Eliseu, qui va refusar l'oferiment. Durant el viatge de tornada, va presentar-se a Naaman el criat d'Eliseu, Gehazí, dient que el seu mestre volia la recompensa. Gehazí va agafar els diners i se'ls va quedar. En arribar a casa d'Eliseu, aquest va maleir-lo i el jove criat va agafar la lepra de Naaman.
Un dia Eliseu va ordenar a un company seu anar a Ramot-Galaad i ungir en secret com a rei del Regne d'Israel un dels capitans de l'exèrcit del rei Jehoram anomenat Jehú, qui es va revoltar contra el rei. Això va provocar la caiguda de la dinastia del rei Acab, que havia estat profetitzada per Elies.
Quan estava al llit de mort va rebre la visita del net de Jehú, el rei del Regne d'Israel Jehoaix. Després va morir i fou enterrat. Un passatge del Llibre dels Reis diu que els ossos d'Eliseu feien miracles. Al cap d'un any de la seva mort, uns homes que duien un cadàver van veure's perseguits per una colla de bandolers i van llençar el cos que duien a la fossa d'Eliseu. A l'instant l'home va reviure, aquest seria l'últim miracle del profeta Eliseu.